# Пратт, Кайла
Кайла Пратт (англ. Kayla Pratt; род. 27 мая 1991, Окленд) — новозеландская гребчиха, выступавшая за сборную Новой Зеландии по академической гребле в 2009—2016 годах. Чемпионка мира, победительница этапов Кубка мира, участница летних Олимпийских игр в Рио-де-Жанейро.

## Биография
Кайла Пратт родилась 27 мая 1991 года в Окленде, Новая Зеландия.
Заниматься академической греблей начала во время учёбы в старшей школе Epsom Girls' Grammar School, позже проходила подготовку в гребном клубе Auckland Rowing Club.
Впервые заявила о себе в гребле на международной арене в сезоне 2009 года, став шестой в парных четвёрках на юниорском мировом первенстве в Брив-ла-Гайард.
В 2011 году в восьмёрках выиграла серебряную медаль на молодёжном чемпионате мира в Амстердаме.
В 2012 году на молодёжном мировом первенстве в Тракае одержала победу в зачёте распашных безрульных двоек.
Начиная с 2013 года выступала на взрослом международном уровне в основном составе новозеландской национальной сборной. В частности в этом сезоне дебютировала в Кубке мира, получив серебряные награды на этапах в Итоне и Люцерне, побывала на взрослом мировом первенстве в Чхунджу, откуда привезла награду бронзового достоинства — в финале безрульных двоек вместе с Ребеккой Скоун финишировала позади экипажей из Великобритании и Румынии.
В 2014 году в безрульных четвёрках победила на чемпионате мира в Амстердаме.
В 2015 году в восьмёрках выиграла серебряные медали на этапе Кубка мира в Люцерне и на мировом первенстве в Эгбелете — здесь в решающем заезде уступила только экипажу из США.
В 2016 году в восьмёрках взяла бронзу на этапе Кубка мира в Люцерне и была лучшей на этапе в Познани. Благодаря череде удачных выступлений удостоилась права защищать честь страны на летних Олимпийских играх в Рио-де-Жанейро. В программе восьмёрок сумела выйти в главный финал А и показала в решающем заезде четвёртый результат.
После Олимпиады в Рио Пратт больше не показывала сколько-нибудь значимых результатов в академической гребле на международной арене.